# ميكا بار عام
ميكا بار عام (العبرية: מיכה בר-עם) (ولد في 1930) هو مصور فوتوغرافي صحفي إسرائيلي ألماني المولد.
تغطي صوره كل جانب من جوانب الحياة في إسرائيل في السنوات الستين الماضية.
حصل في عام 2000 على جائزة إسرائيل في مجال التصوير الفوتوغرافي.  
منذ عام 1968، عمل مراسلًا لجمعية «ماغنوم» Magnum للتصوير الفوتوغرافي. وعمل من عام 1968 إلى عام 1992، مراسلا فوتوغرافيا لصحيفة نيويورك تايمز من إسرائيل. ونشر عدة كتب تصويرية ابتداء من عام 1957. وتقام أعماله في العديد من المتاحف والمعاهد الدولية في جميع أنحاء العالم.

## أوائل حياته
ولد بار عام في برلين لأسرة يهودية، وانتقل مع والديه في عام 1936 إلى فلسطين تحت الانتداب البريطاني. وهناك التحق بالمدارس المحلية.
تم تجنيده عام 1948 وخدم خلال حرب فلسطين 1947-1949 عندما كان عضوا في وحدة البلماح العسكرية. بعد ذلك، عمل في عدة وظائف، بما في ذلك صانع الأقفال وحارس، قبل أن يصبح مصورًا. وفي عام 1949 شارك في تأسيس كيبوتس مالكية في الجليل. وأصبح فيما بعد عضوا في كيبوتس غيشر هزيف.

## مهنة التصوير
في أوائل الأربعينيات من القرن الماضي، بدأ بار عام في التقاط صور للحياة في الكيبوتس. واستخدم كاميرات مستعارة حتى اشترى كاميرا من طراز لايكا. وبعد خدمته العسكرية، اتجه بشكل جدي للعمل كمصور فوتوغرافي.
وبعدما نشر كتابه الأول «عبر سيناء» (1957)، حصل بار عام على وظيفة مراسل مصور في هيئة تحرير مجلة الجيش الإسرائيلي «با ماحانيه» Ba-Mahaneh، من 1957 إلى 1967. وفي عام 1961 قام بتغطية محاكمة أيخمان.
وفي عام 1967، غطى حرب الأيام الستة، والتقى خلالها بكورنيل كابا. واكتسب شهرة كبيرة بسبب صوره الحربية. ومنذ عام 1968، كان مراسلًا لـجمعية ماغنوم للتصوير الفوتوغرافي Magnum Photos. وفي عام 1974 ساعد كورنيل كابا في تأسيس المركز الدولي للتصوير الفوتوغرافي في مدينة نيويورك.
في عام 1968، أصبح بار عام أيضًا مراسلا فوتوغرافيا من إسرائيل لصحيفة نيويورك تايمز، وهي الوظيفة التي ظل يشغلها حتى عام 1992. ومن 1977 إلى 1992، كان رئيسا لقسم التصوير في متحف تل أبيب للفنون.

ويواصل بام عام العمل في التصوير الفوتوغرافي. ويكتب عنه قائلا:
«أبقي عيني الداخلية مفتوحة لتلك الصورة المجازية الأخرى التي تتجاوز الرسم التوضيحي لتحقيق الكمال الخاص بها. أسعى جاهدا من أجل الكيان المراوغ الذي هو في آن واحد هو الدليل والاستحضار، والسجل العام والرؤية الشخصية».
يقول إنه تبنى مقولة روبرت كابا، «إذا لم تكن صورك جيدة بما فيه الكفاية، فلن تكون قريبًا بما فيه الكفاية»، لكنه أضاف مقولة:
«إذا كنت قريبًا جدًا، فستفقد المنظور. ليس من السهل أن تكون منصفًا مع الحقائق وأن تُبعد قناعاتك عن الصورة. يكاد يكون من المستحيل أن تكون مشاركًا في الأحداث ومراقبها وشاهدها ومترجمها. يجلب الجهد إحباطًا كبيرًا ومكافأة كبيرة بنفس القدر.» 

## حياته الشخصية
بار عام متزوج من أورنا، وهي رسامة. وأنجبا معا ثلاثة أبناء.

## الجوائز
- 1985 - منحة فولبرايت
- 1985- جائزة غولدن فلامنغو للملصق الفوتوغرافي في آرل في فرنسا
- 1993 جائزة إنريكي كافلين من متحف إسرائيل في القدس
- 2000 - جائزة اسرائيل للتصوير الفوتوغرافي.[6] [7]

## كتب
- عبر سيناء - 1957
- صورة لإسرائيل - 1970
- الأردن - 1981
- المواقع اليهودية في لبنان - 1984
- الرسم بالضوء: الجانب الفوتوغرافي في أعمال إي إم ليليان- 1991
- الحرب الأخيرة - 1996
- إسرائيل: سيرة ذاتية - 1998
- جنوبا: ميكا بار عام: صور فوتوغرافية - 2013

## المجموعات
- متحف إسرائيل، القدس، إسرائيل
- متحف تل أبيب للفنون، تل أبيب، إسرائيل
- متحف حيفا، حيفا، إسرائيل
- متحف الشعب اليهودي في بيت حتفوتوت، تل أبيب، إسرائيل
- متحف التصوير في تل حاي، كيبوتس تل حاي، إسرائيل
- المركز الدولي للتصوير، نيويورك، الولايات المتحدة الأمريكية
- متحف الفن الحديث بنيويورك بالولايات المتحدة الأمريكية
- متحف الفنون الجميلة، هيوستن، الولايات المتحدة الأمريكية
- المتحف الدولي للتصوير الفوتوغرافي في منزل جورج ايستمان، روتشستر، الولايات المتحدة الأمريكية
- متحف سكريبال، لوس أنجلوس، الولايات المتحدة الأمريكية
- معهد مينيابوليس للفنون، مينيابوليس، الولايات المتحدة الأمريكية
- مجموعة هنري بول، نيويورك، الولايات المتحدة الأمريكية
- متحف لودفيج، كولونيا، ألمانيا
- متحف فولكوانج، إيسن، ألمانيا
- المكتبة الوطنية، باريس، فرنسا
- متحف فن وتاريخ اليهود - باريس، فرنسا
- مؤسسة «لا كايكسا»، برشلونة، إسبانيا
- المتحف البحري الوطني، لندن، المملكة المتحدة
- صور ماغنوم: مجموعة التصوير الفوتوغرافي، مركز هاري رانسوم، جامعة تكساس في أوستن، الولايات المتحدة الأمريكية